# Eleição para governador do Alasca em 2002
A eleição para governador do estado americano do Alasca em 2002 foi realizada em 5 de novembro de 2002 e elegeu o governador do Alasca. O senador republicano Frank Murkowski derrotou a vice-governadora Fran Ulmer. Murkowski se tornou o primeiro governador republicano eleito desde 1978.

## Primárias
O governador democrata Tony Knowles não pode concorrer ao cargo porque foi eleito em 1994 e reeleito em 1998. A vice-governadoar Fran Ulmer venceu com  primária democrata em 27 de agosto contra Michael Beasley e Lemke Bruce. O senador Frank Murkowski também ganhou facilmente a primária republicana.

## Campanha
Murkowski começou a campanha como o grande favorito, Ulmer apesar de ser vice-governadora, tinha muito menos popularidade. As pesquisas apresentaram, inicialmente, cerca de 20 por cento Ulmer atrás de Murkowski, mas a campanha de  Ulmer  focou em questões locais, como o Orçamento do Estado e ao dizer que era uma candidata moderada. Em outubro uma pesquisa mostrou que os candidatos estavam tecnicamente empatados, em 17 de outubro Ulmer tinha 46% e Murkowski 43%.
O presidente George Bush fez um anúncio de apoio à Murkowski, que também recebeu apoio de republicanos Gale Norton, Ted Stevens e Don Young. Ulmer recebeu apoio do ex-governador republicano Jay Hammond, do governador Tony Knowles e exortou os eleitores a apoiá-la de modo que Murkowski poderia ficar trabalhando como senador do Alasca no Congresso. Durante a campanha, Murkowski se recusou a dizer quem ele indicaria para servir os seus restantes dois anos como senador, mas após a eleição nomeou sua filha Lisa Murkowski, líder da maioria na Câmara dos Representantes do Alasca.

## Resultados
O senador Frank Murkowski venceu a eleição com 55,85% dos votos, o maior percentual de qualquer outro candidato na história das eleições estaduais no Alasca.
|  | Republicano             | Frank Murkowski | 129.279 | 55,85% |
|  | Democrata               | Fran Ulmer      | 94.216  | 40,70% |
|  | Verde                   | Diane E. Benson | 2.926   | 1,26%  |
|  | Independência do Alasca | Don Wright      | 2.185   | 0,94%  |
|  | Republicano moderado    | Raymond VinZant | 1.506   | 0,65%  |
|  | Libertário              | Billy Toien     | 1.109   | 0,48%  |